# Stratos 4
Stratros 4 (ストラトス・フォー Sutoratosu Fō?) es una serie de anime producida por Studio Fantasia y Bandai Visual con diseño de personajes de Noriyasu Yamauchi, involucrados también en la creación de series como Aika, Labyrinth of Flames y Najica Blitz Tactics. La idea original fue de Studio Fantasia dirigida por Takeshi Mori, diseños mecánicos por Noriyasu Yamauchi y Tomohiro Kawahara y música compuesta por Masamichi Amano. Fue transmitida en Japón desde el 5 de enero al 30 de marzo de 2003, totalizando 13 episodios.
Este anime en América Latina originalmente iba a ser emitido por Locomotion, pero fue emitido por Animax desde el 5 de agosto de 2005 hasta mayo del 2006. Al inicios del año siguiente, fue retransmitida desde enero y retirada definitivamente el 29 de abril de 2007.

## Argumento
La historia está ambientada en un futuro no muy lejano donde la humanidad se ve amenazada por asteroides. Para defenderse los "Países Unidos" crean un plan de ataque que consta de naves espaciales llamadas Comet Blasters y aviones desde la Tierra llamados Meteor Sweepers que se encargan de destruir los asteroides. Los Comet Blasters atacan a los asteroides en órbita con misiles tridentes y los trozos que quedan cuando son demasiado grandes deben destruirlos los Meteor Sweppers.
La historia gira en torno a cuatro chicas: Mikaze Honjou, Ayamo Nakamura, Shizuha Doi y Karin Kikuhara que desean llegar a ser pilotos de Comet Blaster donde son entrenadas junto a más cadetes en la base de la isla Shimoji, al sur de Japón. Ellas son pilotos de Meteor Sweepers, ya que ese es el primer paso antes de llegar a ser pilotos Comet Blaster.
Pero a pesar de la versión oficial acerca del origen de los asteroides existe una conspiración que esconde la verdad.

## Personajes

### Base Shimoji
- Mikaze Honjou (本庄美風, Honjou Mikaze)

Mikaze es la protagonista principal, tiene 16 años y pertenece a una familia de pilotos. Al principio no mostraba mucho interés en lo que hacía, pero su actitud cambia. Su sueño es ir al espacio y para ello necesita llegar a ser piloto Comet Blaster.
- Ayamo Nakamura (中村彩雲, Nakamura Ayamo)

Ayamo es una alumna responsable y tenaz, tiene 17 años, y su padre es un político japonés. La chica ruda del grupo. Al igual que Mikaze su sueño es llegar a ser piloto Comet Blaster.
- Shizuha Doi (土井静羽, Doi Shizuha)

Shizuha tiene 16 años y tiene un carácter tranquilo muy distinto de Mikaze y Ayamo. Su padre es fotógrafo profesional y es experta en cocina, descifrado de claves, etcétera.
- Karin Kikuhara (菊原香鈴, Kikuhara Karin)

Karin tiene 15 años y es huérfana después que sus padres murieran en un accidente en una estación espacial. Es una persona tranquila y deja traslucir pocos sentimientos. Le tiene miedo a los gatos y muy glotona al comer.
- Sayaka Kisaragi (如月沙也華, Kisaragi Sayaka)

La instructora de la base Shimoji y antigua piloto Meteor Sweeper, tiene 29 años, y tiene un carácter serio y estricto, pero en realidad no lo es tanto.
- Kazuma Iwasaki (岩崎和馬, Iwasaki Kazuma)

Intructor de la base Shimoji y piloto Meteor Sweeper de 32 años de edad. Muestra un carácter muy amable.
- Kei Fujitani (藤谷圭, Fujitani Kei)

Instructor de la base Shimoji y piloto Meteor Sweeper de 30 años, a diferencia de su amigo Kazuma tiene un carácter más extrovertido.
- Kouichirou Sako (佐古浩一郎, Sako Kōichirou)

Mecánico y profesor de la base Shimoji de 36 años, casado con Miharu a la cual recuerda y sufre por ella. Es un mecánico experto, pero tiene un carácter un tanto voluble.
- Tsubasa Miyazawa (宮沢翼, Miyazawa Tsubasa)

Aspirante al igual que Mikaze y sus amigas a Comet Blaster, tiene 17 años. Al igual que Mikaze su gran sueño es llegar a ser piloto Comet Blaster. Es, en parte, el rival de Mikaze, pero en realidad se llevan bien.
- Sora Ikeda (池田空, Ikeda Sora)

Amigo de Tsubasa y aspirante a Comet Blaster de 16 años.
Robert Reynolds (ロバート・レイノルズ, Robāto Reinoruzu)
Comandante de la base Shimoji de nacionalidad inglesa de 63 años.

### Restaurante Chino
- Rin Mikuriya (御厨リン, Mikuriya Rin)

Dueña y cocinera del restaurante chino, abuela de Ran. Para ella han trabajado muchos de los cadetes de la base Shimoji, por eso Mikaze, Ayamo, Shizuha y Karin trabajan repartiendo comida china en su tiempo libre y allí se alojan.
- Ran Mikuriya (御厨ラン, Mikuriya Ran)

Nieta de Rin de 22 años. Mesera del restaurante chino.
- Alice

El gato de Rin, que la mayoría la llama "almirante". Tiene 18 años y es muy inteligente. Karin le tiene mucho miedo.

### Estación Orbital N.º7
- Miharu Oozora (宙美春, Oozora Miharu)

Comandante de la estación orbital N.º 7 y de los Comet Blasters, de 28 años y esposa de Sako.

## Vehículos y Armas

### Aeronaves
Stratos 4

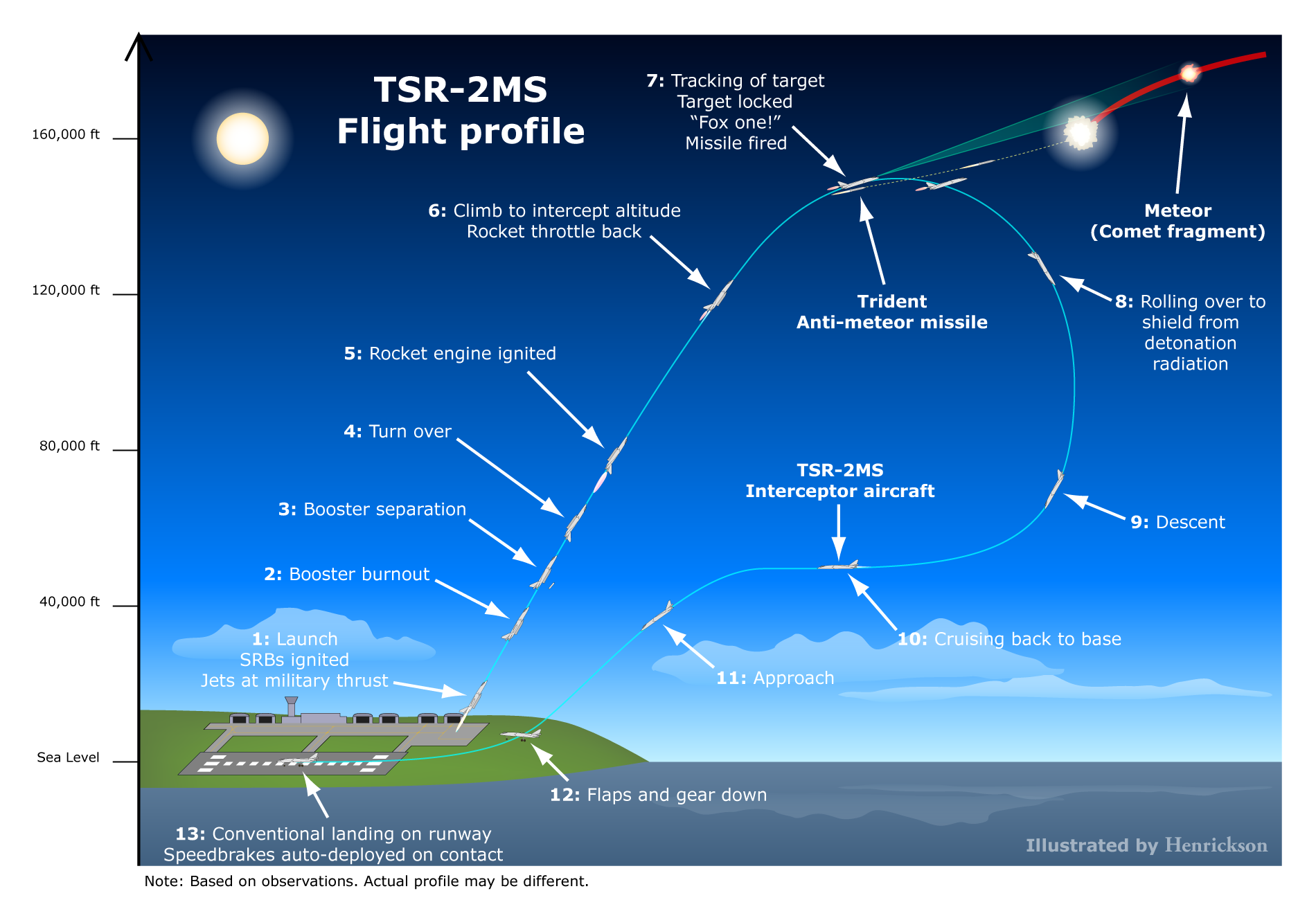
Perfil de vuelo del TSR-2MS en el anime Stratos 4.

- BAC TSR.2MS - Interceptor de muy alta altitud (el avión de los Meteor Sweepers)
- Yakovlev Yak-28MST - Aeronave de entrenamiento
- Raytheon Hawker 800 - Jet comercial
- Vickers VC-10 - Avión de pasajeros
- CH-47 Chinook - Helicóptero de transporte

Stratos 4 Advance
- MIG-31MS - Interceptor de alta velocidad (Modelo que reemplaza al BAC TSR-2)
- Yakovlev Yak-28MST - Aeronave de entrenamiento
- Raytheon Hawker 800 - Jet comercial
- C-130 Hercules - Avión de transporte

### Naves Espaciales
- SAC-0  - Interceptor aeroespacial (la primera nave anti-asteroides conocida como Strato 0)
- SAC-0 "Stratos 4" - (North American XF-108 Rapier) nave reconstruida por Sako sensei y las chicas de la base
- SAC-1B - Interceptor espacial (la nave de los Comet Blasters)
- II-SXI - Interceptor espacial no tripulado
- Las Estaciones Espaciales

### Misiles
- Misil Tridente - (Aire)
- Misil Tridente - (espacio)

## Guía de Capítulos
Stratos 4 (TV)
- CODE 101: Initial Point (Punto Inicial)
- CODE 102: Fox One (Fox Uno)
- CODE 103: Decision Height (Decisión de Altura)
- CODE 104: Tally Ho! (¡A la Carga!)
- CODE 105: Go Around (Muévete)
- CODE 106: Checking Six (Revisión de Seis)
- CODE 107: High Speed (Velocidad del Sonido)
- CODE 108: Go Gate (Las Compuertas)
- CODE 109: Vapor Trail (Rastro de Vapor)
- CODE 110: Mission Abort (Misión Cancelada)
- CODE 111: Target Merge (Fusión de Blancos)
- CODE 112: Engage! (¡Conexión!)
- CODE 113: Final Approach (Acercamiento Final)

Stratos 4 OVA
- CODE X-1: Return To Base (28/05/2004)
- CODE X-2: Dispersión (27/08/2004)

Stratos 4.1
- CODE XXX: Dutch Roll

Stratos 4 Advance OVA
- CODE 201: Wave Off (25/03/2005)
- CODE 202: Roll Out (27/05/2005)
- CODE 203: Angle of Attack (22/07/2005)
- CODE 204: Clear Air Turbulence (23/09/2005)
- CODE 205: Dash One (25/11/2005)
- CODE 206: Lost Position (27/01/2006)

Stratos 4 Advance Kanketsu Hen OVA
- CODE 207: Cross-Wind Take Off (22/09/2006)
- CODE 208: Piper on the Target (27/10/2006)

## Música
La música de la saga fue compuesta por el compositor japonés Masamichi Amano (天野正道, Amano Masamichi).

### Serie de TV
- Opening: First Priority [ファースト・プライオリティー] (Capítulos 1 al 13)
- Primer Ending: Himawari [向日葵] (Del capítulo 1 al 12)
- Segundo Ending: So Far, So Near (capítulo 13)

Interpretados por Melocure (メロキュア)

### OVA
- Opening: First Priority [ファースト・プライオリティー]
- Ending: Rainbow Kind of Feeling

Interpretados por Melocure (メロキュア)

### Advance
- Opening: First Priority [ファースト・プライオリティー]
- Ending: Chiisana Uta (ちいさなうた)

Interpretados por Melocure (メロキュア)

## CD editados

### Stratos 4 Original Soundtrack (ストラトス・フォーオリジナルサウンドトラック)
Banda sonora de la serie de TV. Lanzado el 21 de febrero de 2003.
Lista de temas:
- 01 - S.S. Keikaku (S.S.計画)
- 02 - 1st Priority (tamaño opening)
- 03 - Mikaze no Tema (美風のテーマ)
- 04 - Uturo (虚ろ)
- 05 - Suisei Sekkin (彗星接近)
- 06 - Hijyou Keikai Taisei (非常警戒態勢)
- 07 - Kunren (試練)
- 08 - Kunrensei no Nichijyou (訓練生の日常)
- 09 - Ashita wo Yume Mite (明日を夢見て)
- 10 - Nigiyaka na Nakama-Tachi (賑やかな仲間たち)
- 11 - Akogare (あこがれ)
- 12 - So Far, So Near (tamaño opening)
- 13 - Kinkyuu Hasshin (緊急発進)
- 14 - Geigeki Kaishi!! (迎撃開始!!)
- 15 - Kyodai Suisei no Kyoui (巨大彗星の脅威 )
- 16 - Semarikuru Kiki (迫り来る危機)
- 17 - Hisho! Stratos4 (飛翔!!ストラトス４)
- 18 - Yujyo (友情)
- 19 - Madoromi (まどろみ)
- 20 - Heiwa Heno Inori (平和への祈り)
- 21 - Himawari (versión completa) (向日葵)

### Stratos 4 Character Song Album: beyond the stratosphere (キャラクターソングアルバム beyond the stratosphere)
Disco de canciones de los personajes. Lanzado el 21 de marzo de 2003.
Lista de temas:
- 01 - 1st Priority
- 02 - Tojei Jikake no Tsubasa (時計じかけの翼)
- 03 - Mabushii Kara (眩しい光)
- 04 - Doko ni Ite mo (どこにいても)
- 05 - Sabishii Mama de (淋しいままで)
- 06 - So Far, So Near (Versión Acústica)
- 07 - Himawari (tamaño opening) (向日葵)
- 08 - Sin nombre BGM 1
- 09 - Sin nombre BGM 2
- 10 - Sin nombre BGM 3
- 11 - Sin nombre BGM 4
- 12 - Sin nombre BGM 5
- 13 - Sin nombre BGM 6
- 14 - Sin nombre BGM 7
- 15 - Himawari (Original karaoke) (向日葵（オリジナル・カラオケ）)

### Stratos 4 Advance Original Soundtrack (ストラトス・フォーアドヴァンスオリジナルサウンドトラック)
Banda sonora del OVA Stratos 4 Advance. Lanzado el 20 de julio de 2005.
Lista de temas:
- 01 - 1st Priority(OVA Size/ver.2)
- 02 - フライ・ハイ！ (Fly High)
- 03 - New Companions
- 04 - 無人迎撃機　Il-SX-1 (munjin uchuu geigeki ki Il-SX-1)
- 05 - 査問官・月野 (sanmokan tsukino)
- 06 - 胎動する脅威 (taidou suru kyoui)
- 07 - Dangerous Zone
- 08 - 帰るべき場所 (kaeru beki basho)
- 09 - ちいさなうた(Tamaño OVA) (chiisana uta)
- 10 - rainbow kind of feeling (Tamaño OVA)
- 11 - Drunken　Freazy
- 12 - ミッターヒューバー (mitter huber)
- 13 - 傷ついたのは誰の心？(kizutsuita no wa dare no kokoro?)
- 14 - Blues for Pilots
- 15 - Scramble!
- 16 - 蒼空 (soukuu)
- 17 - 凱歌 (gaika)
- 18 - 任務完了 (ninmu kanryou)
- 19 - ちいさなうた (chiisana uta)

## Enlaces
- Página oficial de la saga Stratos 4 (en japonés)
- Guía de capítulos e información (en castellano)
- Página oficial de Bandai Channel para Stratos 4 (en japonés)
- Stratos 4 en la Anime News Network's Encyclopedia (en inglés)
- Página de Kids Station para Stratos 4 (en japonés)

- Datos: Q3098248
- Multimedia: Stratos 4 / Q3098248